# Prachtkäfer

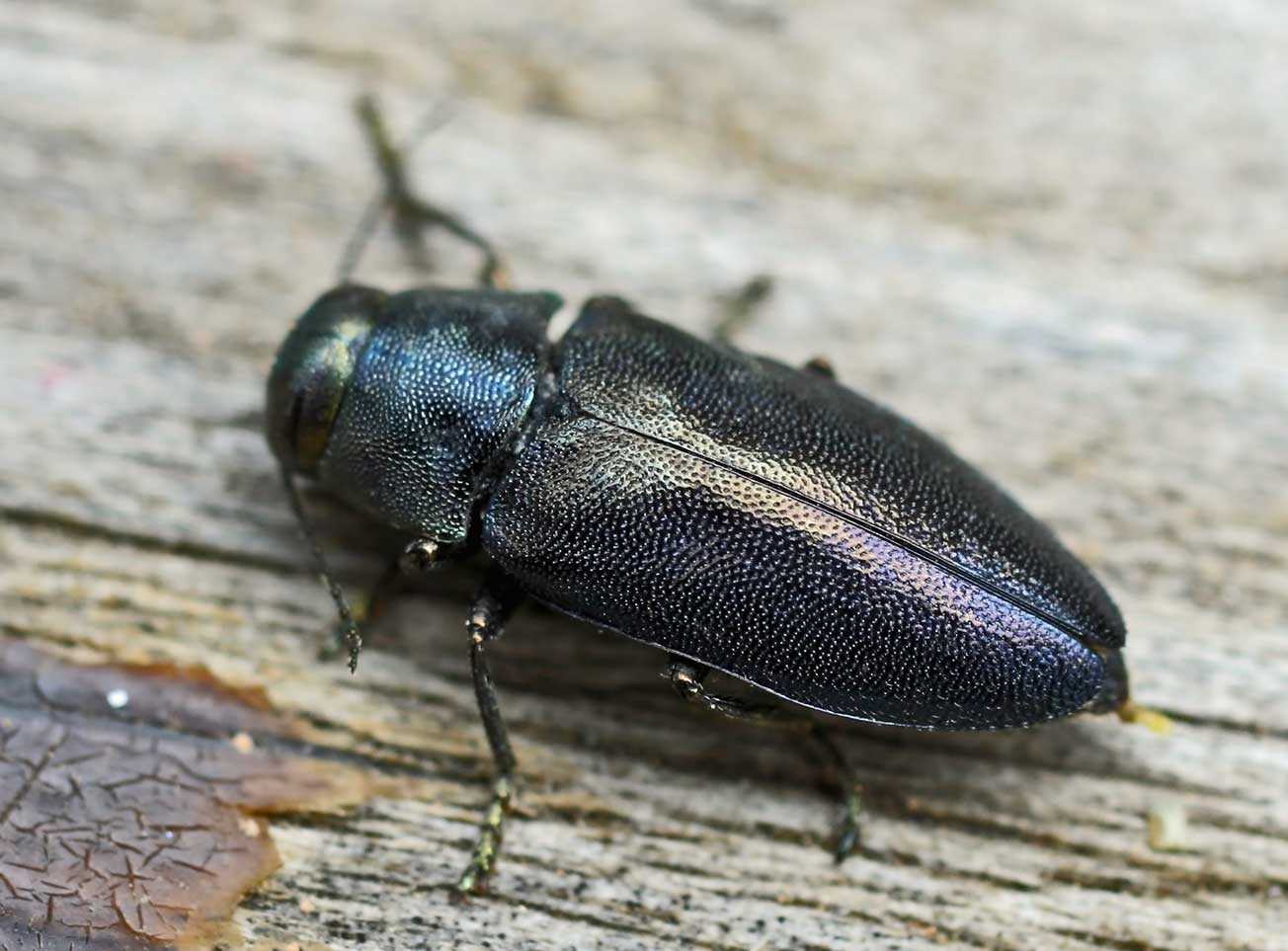
Blauer Kiefernprachtkäfer (Phaenops cyanea)

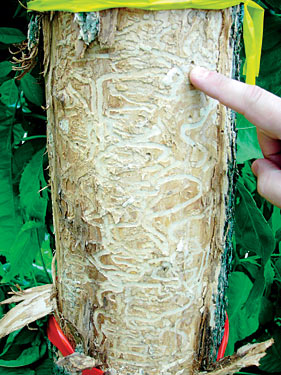
Fraßbild der Larven von Agrilus planipennis

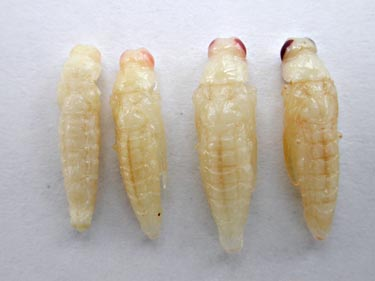
Puppen von Agrilus planipennis

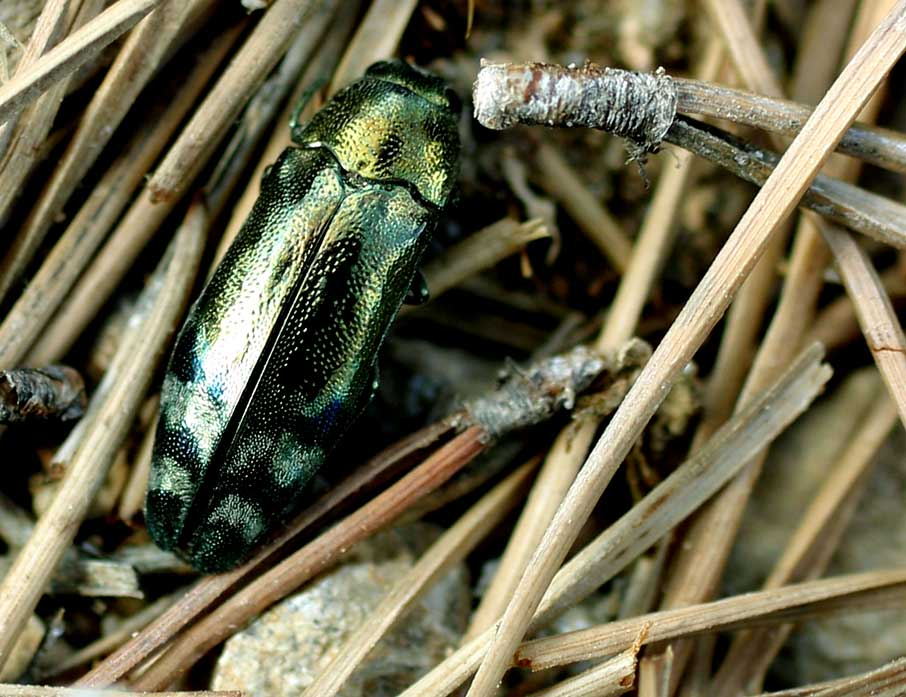
Florentiner Prachtkäfer (Coraebus florentinus)

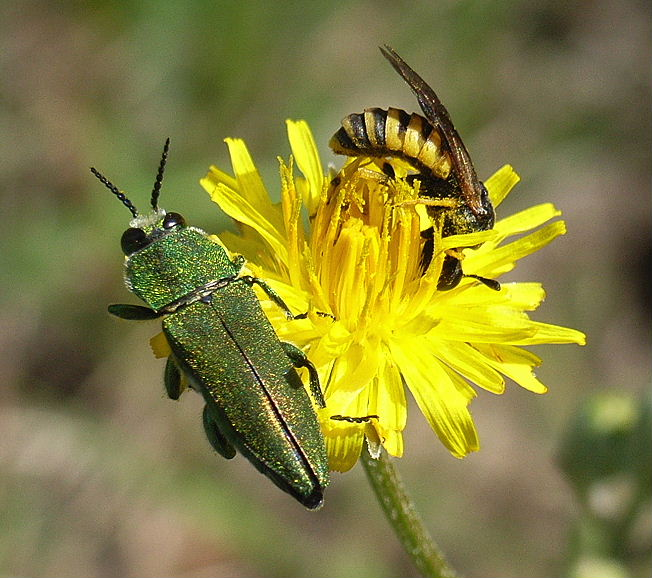
Ungarischer Prachtkäfer (Anthaxia hungarica)

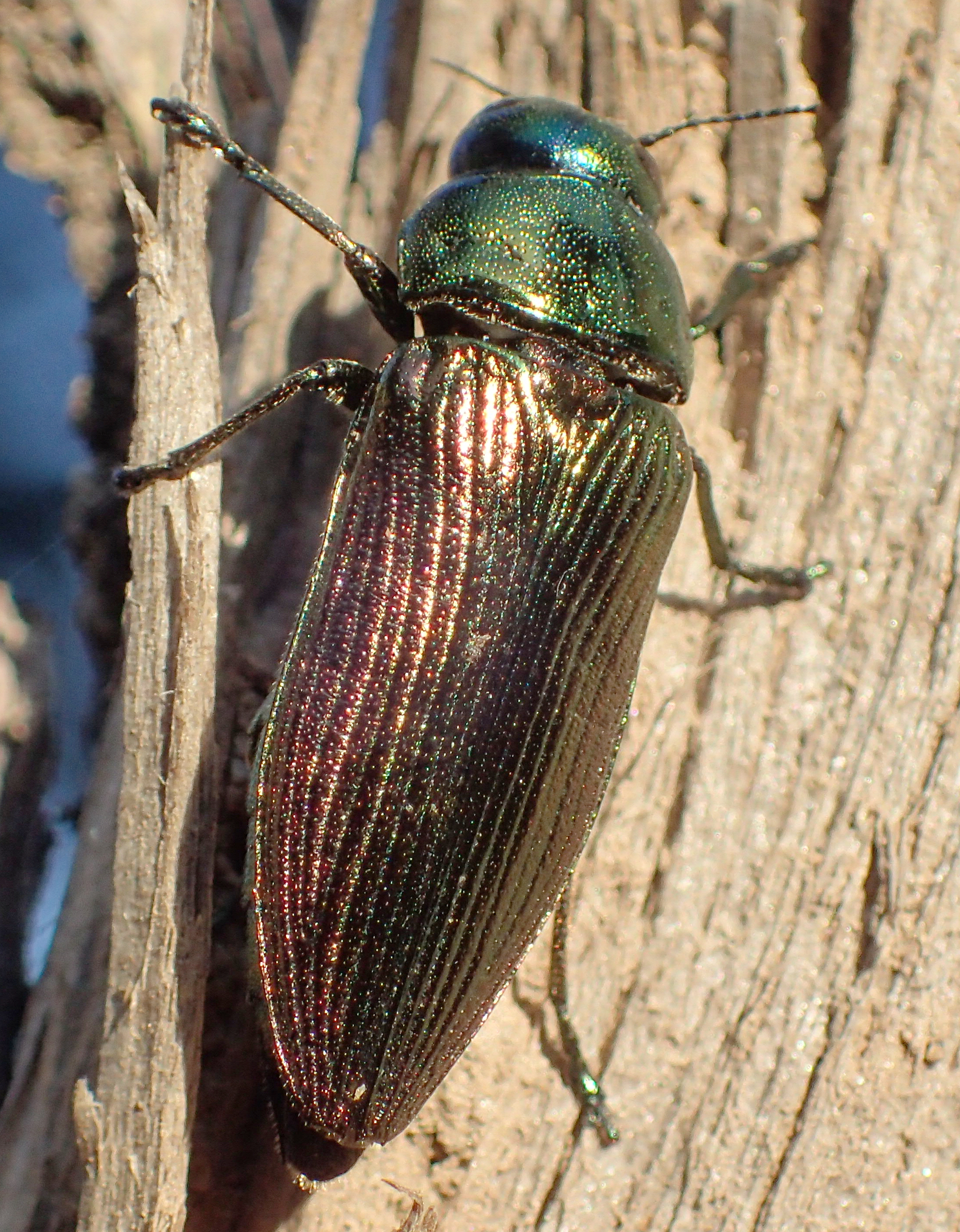
Grünglänzender Glanz-Prachtkäfer (Eurythyrea austriaca)

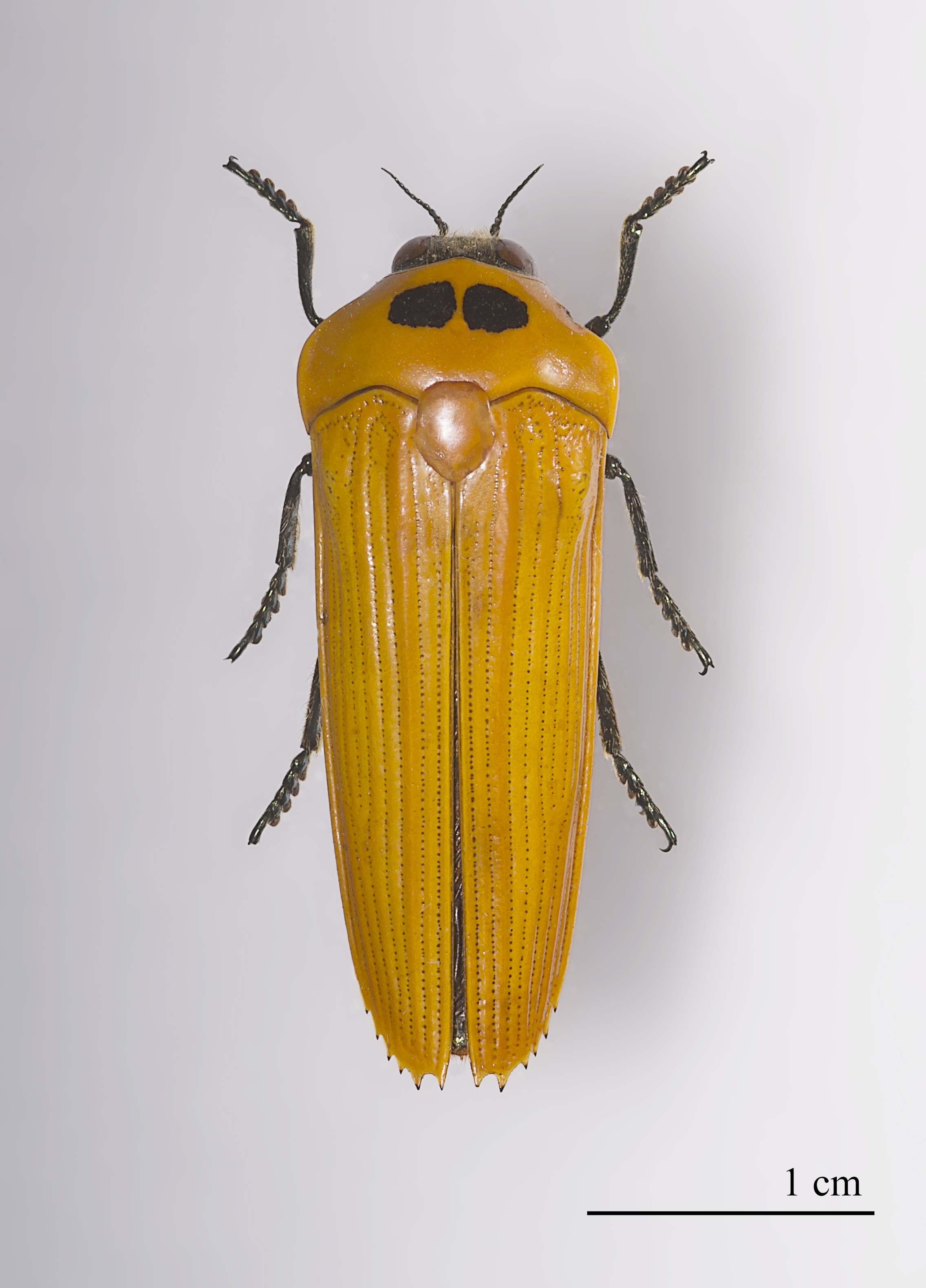
Hiperantha testacea

Prachtkäfer (Buprestidae) bilden eine besonders in den Tropen verbreitete Familie von Käfern. Mit ca. 15.000 Arten und 450 Gattungen stellen sie eine der acht größten Käferfamilien dar.

## Übersicht
Prachtkäfer sind 2 bis 80 Millimeter lang und weisen oft einen bunten, metallischen Glanz auf.
Der Kopf ist tief in den Halsschild zurückgezogen, die Augen sind relativ groß, die Fühler kurz und gedrungen. Sie ähneln der Körperform nach den Schnellkäfern (Elateridae), ihnen fehlt aber der für diese typische Sprungapparat. Wegen ihres schillernd bunten Aussehens sind die Prachtkäfer begehrte Objekte für Insektensammlungen. Die meisten Arten enthalten in ihrer Hämolymphe den Bitterstoff Buprestin (eine Serie von Acylglucosiden) gegen Fressfeinde.
Die Entstehungsgeschichte der Prachtkäfer geht sehr weit zurück. Es sind Fossilien aus der Trias bekannt. Eine Vielzahl der Arten ist wärmeliebend. Deswegen sind sie in Mitteleuropa mit nur ca. 100 Arten vertreten und leben vor allem in wärmebegünstigten Regionen und Habitaten. Ein großer Anteil der in unseren Breiten heimischen Arten ist bereits ausgestorben oder in seinem Bestand stark gefährdet. Dies liegt nicht nur an der Zerstörung ihrer Lebensräume, sondern z. B. auch an ihrer Beliebtheit bei Sammlern, an Massensterben durch Anlockung zu inadäquaten Reizquellen u. Ä.
Sowohl Larven als auch Imagines sind phytophag (pflanzenfressend). Sie ernähren sich vom Holz, der Rinde oder den Blättern ihrer Wirtspflanzen. Die Larven bohren geschlängelte, sich verbreiternde Gänge, die mit dem Bohrmehl ausgefüllt sind. Sie haben einen im Verhältnis zum schmalen und langen beinlosen Körper sehr großen Kopf, wobei dies eigentlich der stark verbreiterte Prothorax ist, an dem der kleine Kopf vorne anhängt.
Die Käfer ernähren sich von Pollen, Blütenblättern (vor allem von gelben Blüten) und Blattwerk bzw. von Nadeln. Einige Arten gelten wegen ihrer zerstörerischen Wirkung auf Bäume und Pflanzen als Schädlinge.
Die Prachtkäfer haben eine komplizierte Familienstruktur mit mehreren Unterfamilien und zahlreichen Gattungen, was die unterschiedliche selbständige Entwicklung verdeutlicht. Die artenreichsten Gattungen der Familie der Prachtkäfer sind Agrilus (mit ca. 3000 Arten zugleich die größte Gattung im Tierreich) und Chrysobothris, die weltumspannend zu finden sind, Anthaxia und Acmaeodera, die überall außer in Australien vorkommen, und Sphenoptera, die mit mehr als 1100 Arten in der Paläarktis, im tropischen Afrika und im Orient lebt.

## Taxonomie und Arten (Auswahl)
- Unterfamilie Agrilinae
  - Gattung Agrilus
  - Gattung Aphanisticus

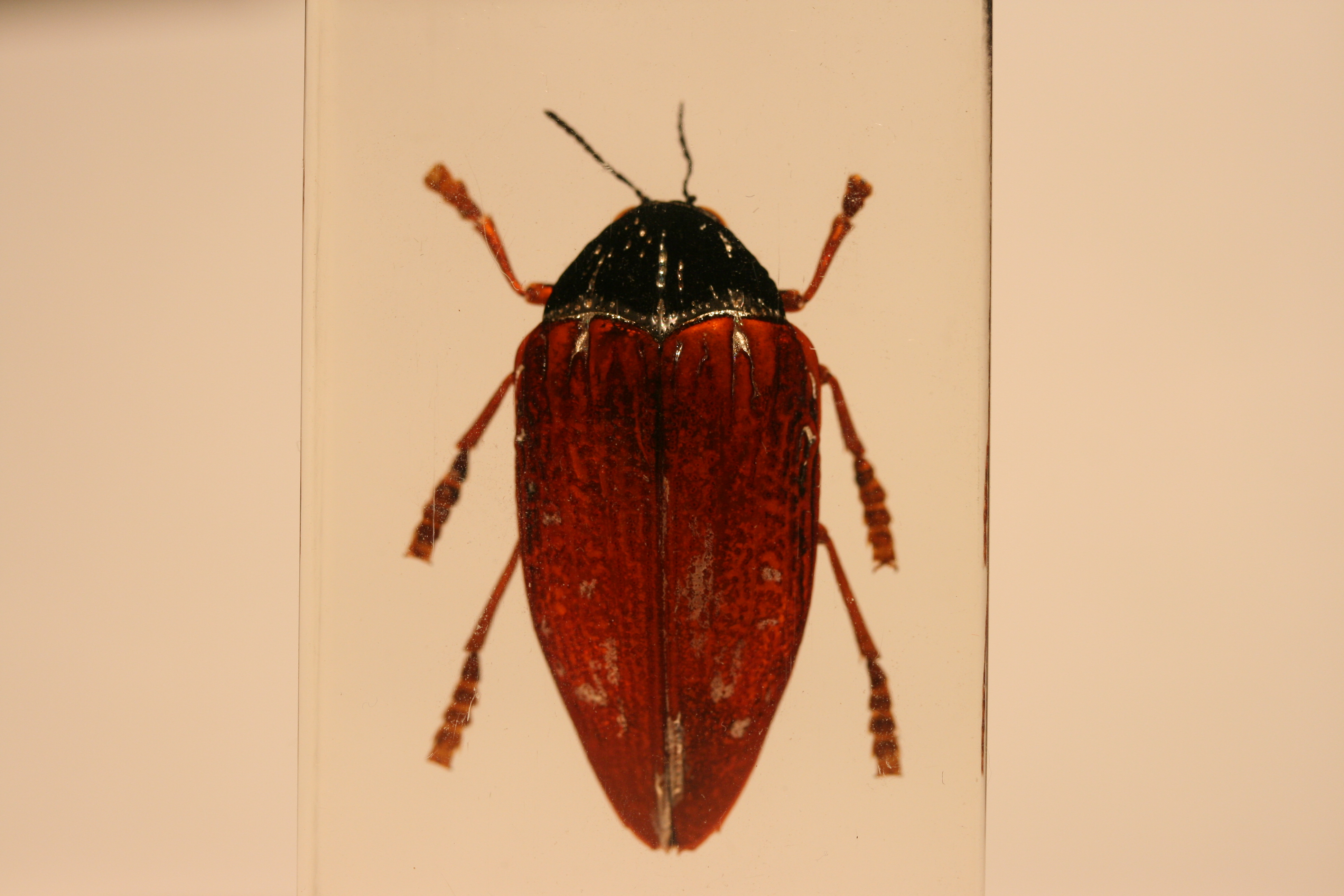
Präparat von Sternocera hildebrandti

    - Erzgrüner Furchenstirn-Prachtkäfer (Aphanisticus elongatus)
    - Glänzendschwarzer Furchenstirn-Prachtkäfer (Aphanisticus emarginatus)

  - Gattung Coraebus
    - Metallgrüner Filzfußprachtkäfer (Coraebus elatus)
    - Florentiner Prachtkäfer oder Zweibindiger Eichen-Prachtkäfer (Coraebus florentinus)
    - Großer Brombeer-Prachtkäfer (Coraebus rubi)
    - Wellenbindiger Eichenprachtkäfer (Coraebus undatus)

  - Gattung Cylindromorphus
    - Schwarzgrüner Walzenprachtkäfer (Cylindromorphus filum)

  - Gattung Habroloma
    - Großschildiger Kleinprachtkäfer (Habroloma geranii)

  - Gattung Meliboeus
    - Meliboeus episcopalis
    - Meliboeus parvulus

  - Gattung Trachys
    - Erdbeer-Kleinprachtkäfer (Trachys fragariae)
    - Gemeiner Zwergprachtkäfer oder Laubholz-Kleinprachtkäfer  (Trachys minutus)
    - Trachys problematicus
    - Goldhalsiger Kleinprachtkäfer (Trachys troglodytiformis)

- Unterfamilie Buprestinae
  - Gattung Anthaxia
    - Anthaxia brevis
    - Kirschprachtkäfer oder Bunter Kirschbaumprachtkäfer (Anthaxia candens)
    - Zichorien-Eckschildprachtkäfer (Anthaxia cichorii)
    - Anthaxia dimidiata
    - Anthaxia discicollis
    - Fleckhals-Prachtkäfer oder Fleckhalsiger Eckschild-Prachtkäfer (Anthaxia fulgurans)
    - Anthaxia godeti
    - Schweizer Prachtkäfer (Anthaxia helvetica )
    - Ungarischer Prachtkäfer (Anthaxia hungarica)
    - Anthaxia lucens
    - Kleiner Ulmenprachtkäfer (Anthaxia manca)
    - Mendizabals Eckschild-Prachtkäfer (Anthaxia mendizabali)
    - Schafgarben-Eckschildprachtkäfer (Anthaxia millefolii)
    - Weißhaariger Eckschild-Prachtkäfer (Anthaxia morio)
    - Schwarzgekämmter Eckschild-Prachtkäfer (Anthaxia nigrojubata)
    - Glänzender Blütenprachtkäfer oder Zierlicher Prachtkäfer oder Kleiner Kirschbaum-Prachtkäfer (Anthaxia nitidula)
    - Anthaxia passerinii
    - Rosthörniger Eckschild-Prachtkäfer (Anthaxia podolica)
    - Vierpunktiger Kiefernprachtkäfer oder Vierpunkt-Nadelholz-Prachtkäfer (Anthaxia quadripunctata)
    - Weidenprachtkäfer oder Bunter Eichenprachtkäfer (Anthaxia salicis)
    - Braunhaariger Eckschild-Prachtkäfer (Anthaxia sepulchralis)
    - Anthaxia sponsa
    - Halbkupferiger Eckschild-Prachtkäfer (Anthaxia suzannae)
    - Anthaxia thalassophila
    - Schirmblüteneckschild-Prachtkäfer (Anthaxia umbellatarum)
    - Anthaxia vittula

  - Gattung Buprestis
    - Buprestis cupressi
    - Buprestis dalmatina
    - Erzfarbener Nadelholz-Prachtkäfer oder Gelbgefleckter Nadelholz-Prachtkäfer (Buprestis haemorrhoidalis)
    - Neunfleckiger Prachtkäfer oder Gefleckter Nadelholzprachtkäfer (Buprestis novemmaculata)
    - Achtpunktiger Kiefernprachtkäfer (Buprestis octoguttata)
    - Goldstreifiger Prachtkäfer (Buprestis splendens)
    - Bauern-Prachtkäfer (Buprestis rustica)

  - Gattung Chrysobothris
    - Goldgruben-Eichenprachtkäfer oder Goldgruben-Prachtkäfer oder Goldpunkt-Laubholz-Prachtkäfer (Chrysobothris affinis)
    - Runzliger Dornbrust-Prachtkäfer (Chrysobothris chrysostigma)
    - Goldpunktierter Kiefern-Prachtkäfer (Chrysobothris solieri)
    - Chrysobothris igniventris

  - Gattung Eurythyrea
    - Grünglänzender Glanz-Prachtkäfer (Eurythyrea austriaca)
    - Eckschildiger Glanz-Prachtkäfer oder Goldgrüner Eichenprachtkäfer (Eurythyrea quercus)

  - Gattung Julodimorpha
    - Julodimorpha bakewelli
    - Julodimorpha saundersii

  - Gattung Melanophila
    - Schwarzer Kiefernprachtkäfer (Melanophila acuminata)

  - Merimna
    - Australischer Feuer-Prachtkäfer (Merimna atrata)

  - Gattung Phaenops
    - Blauer Kiefernprachtkäfer (Phaenops cyanea)
    - Phaenops knoteki

  - Gattung Sphenoptera
    - Sphenoptera lapidaria
    - Sphenoptera rauca

- Unterfamilie Chrysochroinae
  - Gattung Capnodis
    - Capnodis cariosa
    - Capnodis tenebricosa
    - Pfirsichprachtkäfer oder Schwarzer Obstbaumprachtkäfer (Capnodis tenebrionis)

  - Gattung Chalcophora
    - Chalcophora detrita
    - Chalcophora intermedia
    - Marienprachtkäfer oder Großer Kiefernprachtkäfer (Chalcophora mariana)

  - Gattung Chalcophorella
    - Chalcophorella stigmatica

  - Gattung Chrysochroa
    - Schmuck-Prachtkäfer (Chrysochroa buqueti)

  - Gattung Dicerca
    - Gelbstreifiger Zahnflügel-Prachtkäfer (Dicerca aenea)
    - Großer Erlenprachtkäfer oder Erlenprachtkäfer (Dicerca alni)
    - Berliner Prachtkäfer oder Eckfleckiger Zahnflügel-Prachtkäfer (Dicerca berolinensis)
    - Großer Birkenprachtkäfer oder Scharfzähniger Zahnflügel-Prachtkäfer (Dicerca furcata)
    - Dicerca herbstii
    - Linienhalsiger Zahnflügel-Prachtkäfer (Dicerca moesta)

  - Gattung Euchroma
    - Riesenprachtkäfer (Euchroma gigantea)

  - Gattung Latipalpis
    - Latipalpis plana

  - Gattung Ovalisia
    - Großer Weidenprachtkäfer (Ovalisia dives)
    - Großer Ulmenprachtkäfer (Ovalisia mirifica)
    - Großer Lindenprachtkäfer (Ovalisia rutilans)
    - Südlicher Wacholderprachtkäfer (Ovalisia festiva)

  - Gattung Poecilonota
    - Großer Pappelprachtkäfer oder Espen-Prachtkäfer (Poecilonota variolosa)

- Unterfamilie Galbellinae

- Unterfamilie Julodinae
  - Gattung Julodis
    - Julodis onopordi
    - Julodis pubescens
    - Julodis ehrenbergii

  - Gattung Aaata
    - Aaata finchi

- Unterfamilie Polycestinae
  - Gattung Acmaeodera
    - Acmaeodera bipunctata
    - Acmaeodera brevipes
    - Acmaeodera crinita
    - Acmaeodera degener
    - Acmaeodera ottomana
    - Acmaeodera pilosellae

  - Gattung Acmaeoderella
    - Weißschuppiger Ohnschild-Prachtkäfer (Acmaeoderella flavofasciata)
    - Acmaeoderella mimonti

  - Gattung Ptosima
    - Punktschild-Prachtkäfer (Ptosima flavoguttata)
    - Variabler Prachtkäfer (Ptosima undecimaculata undecimaculata)

## Literatur

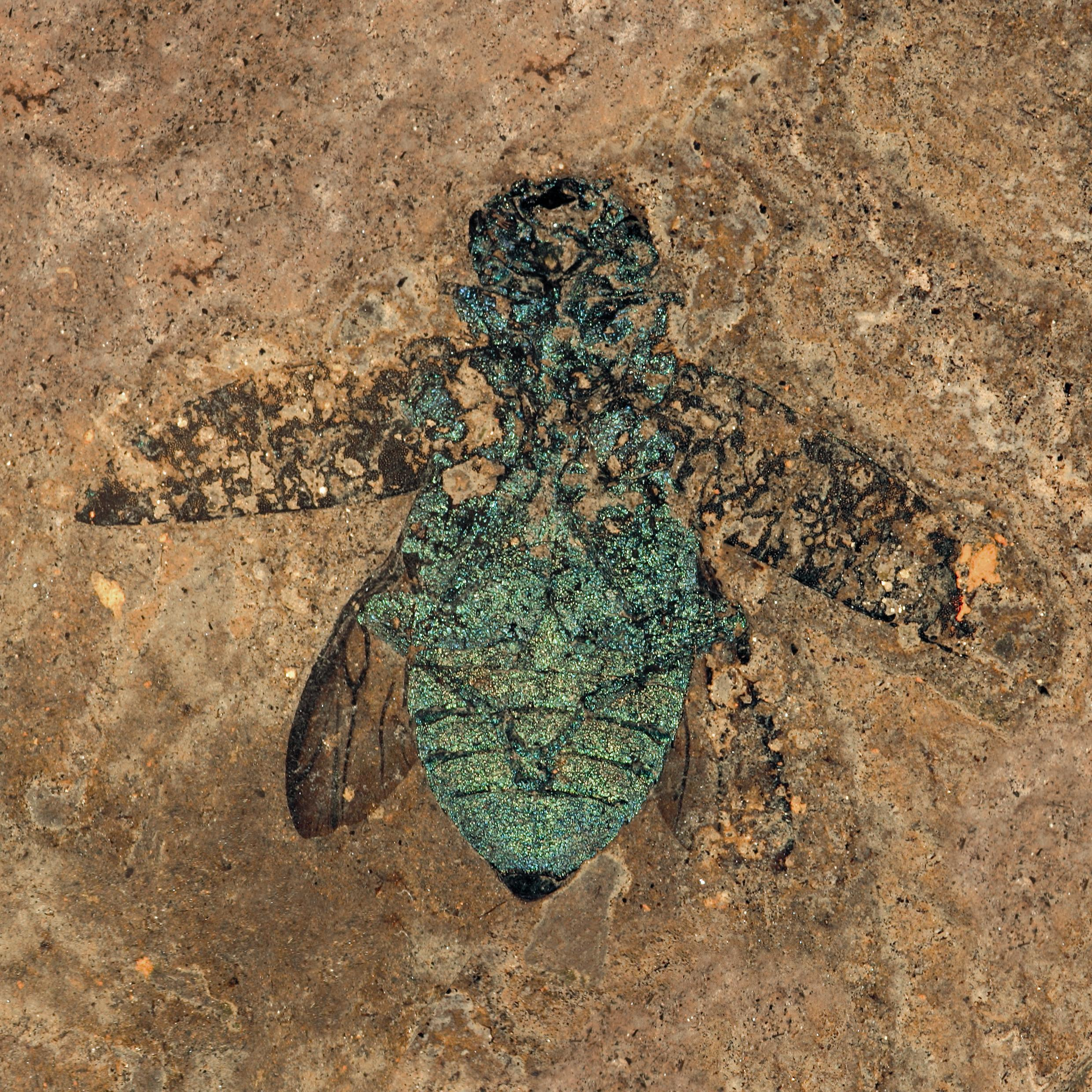
Fossiler Prachtkäfer